# Golubovci

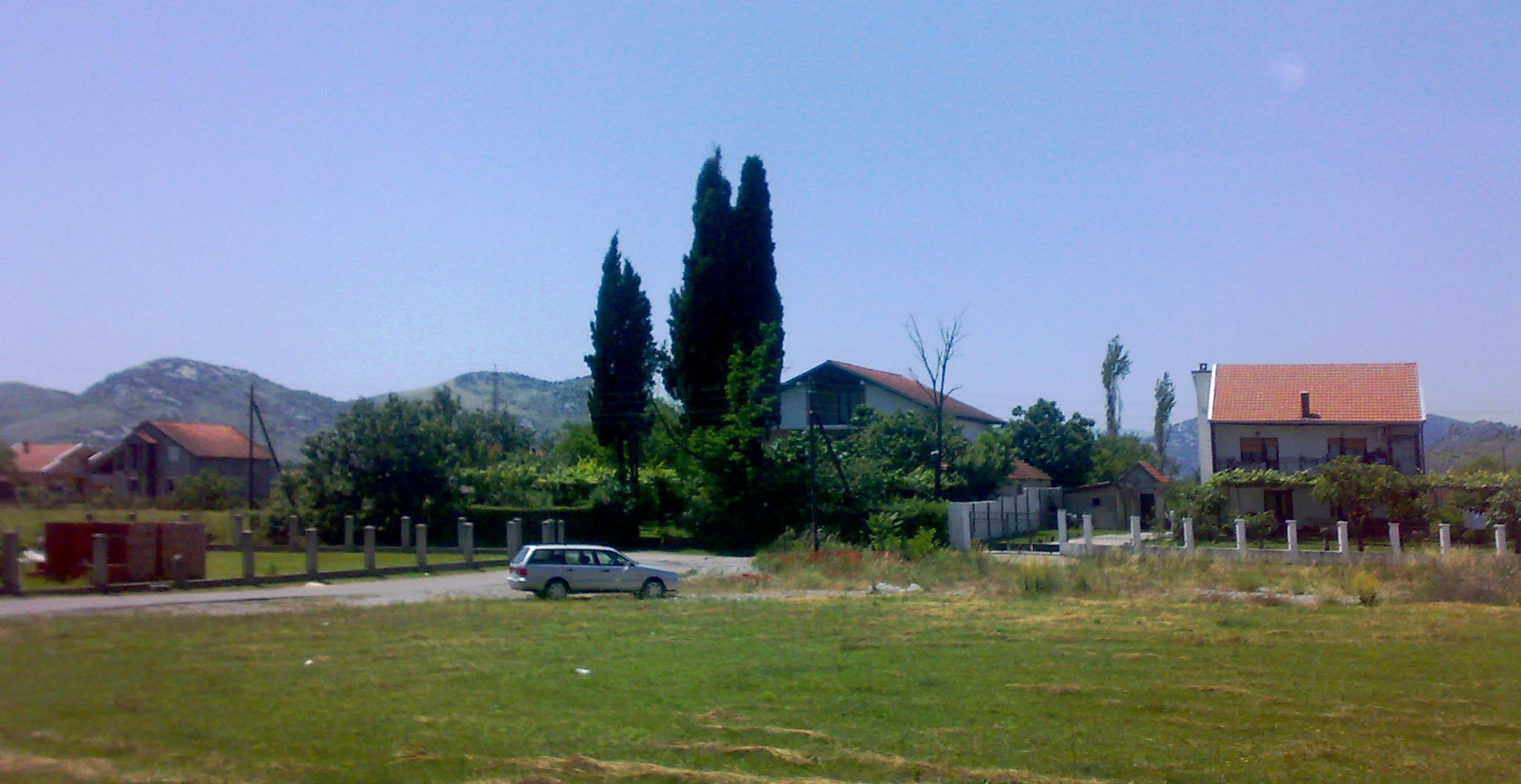
Domy v Golubovcích

Golubovci (v srbské a černohorské cyrilici Голубовци) jsou obec, nacházející se jižně od černohorské metropole Podgorica, nedaleko mezinárodního letiště Podgorica - Golubovci a silnice spojující Podgorici s jaderským přístavem Petrovac. 
Obec se rozkládá v úrodné středomořské Zetské nížině, která se táhne od hlavního města Podgorice až po Skadarské jezero. Z urbanistického hlediska netvoří Golubovci oddělenou jednotku, nýbrž spolu se všemi dalšími sídelními jednotkami vytvářejí jeden celek, který odpovídá definici tzv. sídelní kaše. Nejedná se ovšem o zástavbu vysloveně novou, jako je tomu např. v západních zemích.
Administrativně jsou součástí hlavního města, ale i tak představují samostatnou opštinu (spadá pod ni celkem 19 sídel).
V roce 2003 žilo v Golubovcích 2 869 obyvatel, kteří se v posledním sčítání lidu přihlásili buď k srbské, nebo černohorské národnosti. 
Na území obce sídlí také fotbalový tým FK Zeta, který patří k nejúspěšnějším klubům z Černé Hory.